# Polydora (Danaide)
Polydora (altgriechisch Πολυδώρα Polydṓra) ist eine Gestalt der griechischen Mythologie.
Sie war eine der 50 Töchter des argivischen Königs Danaos. Von einem Flussgott – Peneios oder Spercheios, je nach Überlieferung – wurde sie Mutter des Dryops, des Namensgebers der Dryoper.
Möglicherweise ist sie als identisch mit Polydora, der Tochter des Peleus, zu betrachten.